# Resilio Sync
Resilio Sync (anteriormente BitTorrent Sync) desarrollado por BitTorrent (compañía), es un software propietario basado en P2P para la sincronización e intercambio de archivos, disponible para múltiples plataformas: Windows, Mac, Linux, Android, iOS y BSD. Puede sincronizar archivos entre distintos dispositivos conectados a una red local, o entre dispositivos remotos por Internet de forma segura mediante la tecnología P2P de red distribuida.
Aunque no lo promocionan así los desarrolladores, este programa ha sido entendido como un reemplazamiento o competidor directo de servicios de sincronización de archivos tradicionales (como Dropbox), lo que le ha dado mucha publicidad en ese rol. Esto se debe básicamente a la capacidad de BitTorrent Sync de solventar muchas preocupaciones o limitaciones 
presentes en servicios parecidos: límite de almacenamiento de archivos, privacidad, coste y rendimiento.

BitTorrent Sync utiliza una interfaz web para su uso, desde la cual ofrece su funcionalidad. Por defecto utiliza el puerto 8888 aunque este puede ser modificado.

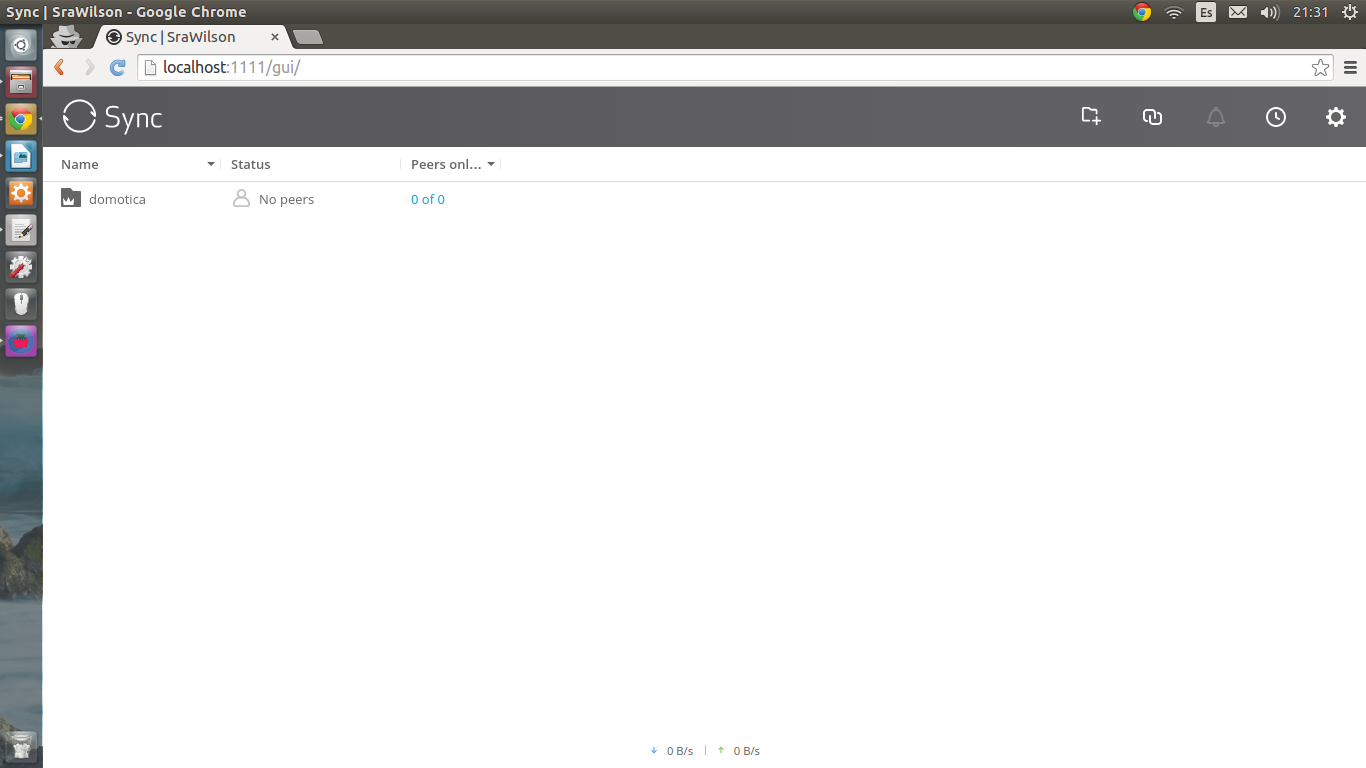
Interfaz web de BitTorren Sync 2.0

## Historia
El 24 de enero de 2013, BitTorrent, Inc. solicitó ayuda a los evaluadores de software en fase pre-alpha para que probaran un nuevo "producto que ayuda a distribuir de forma sincronizada archivos personales entre distintos dispositivos".
Muchas primeras versiones privadas de "SyncApp" fueron estando disponibles para un grupo privado de evaluadores de fase alpha entre enero y abril de 2013. A mediados de abril, el nombre de "SyncApp" se quitó por "BitTorrent Sync"
El 23 de abril de 2013, la previamente privada versión alpha fue abierta al todos los usuarios
Hacia el 6 de mayo de 2013, más de un Petabyte de datos anónimos habían sido sincronizados entre usuarios, con más de 70 Terabytes por día.
Hacia el 16 de julio de 2013, más de ocho Petabytes de datos habían sido sincronizados mediante este software.
BitTorrent Sync paso de ser alpha a beta, se publicó la aplicación para Android y se introdujo el versionamiento de este software, el 17 de julio de 2013.
El 27 de agosto de 2013, BitTorrent Sync fue anunciado para iOS
El 5 de noviembre de 2013, BitTorrent, Inc. anuncia y lanza la BitTorrent Sync Beta API y la versión 1.2 del cliente, junto con el hito de tener más de un millón de usuarios mensualmente activos y sincronizados, moviendo más de 30 Petabytes de datos.

## Tecnología
BitTorrent Sync sincroniza archivos mediante el protocolo P2P. Este protocolo es bien conocido por su eficacia a la hora de transferir grandes archivos a través de múltiples dispositivos y es muy similar al poderoso protocolo usado por aplicaciones como µTorrent y BitTorrent. Los datos del usuario son almacenados en el disco local en vez de la nube, requiriendo que haya al menos un ordenador conectado para proveer los archivos. BitTorrent Sync codifica los datos con una clave AES-128 en modo counter que puede ser generada aleatoriamente o especificada por el usuario. Esta clave está derivada de un 'secreto' que puede ser compartido con otros usuarios para compartir los datos. Los datos son enviados de dispositivo a dispositivo a menos que el dispositivo objetivo no sea alcanzable (por ejemplo, por culpa de un  cortafuegos), en cuyo caso los datos serán retransmitidos a otro nodo. Los nodos no tienen que estar usando el mismo 'secreto', de todas formas sólo los todos que conocen el 'secreto' son capaces de descodificar y ver los datos.
Un nodo puede ser añadido a la sincronización dándole al nuevo nodo el 'secreto', permitiéndole ver los datos. Cuando se crea un nuevo nodo, un usuario quizá desee compartir el 'secreto' original o crear un 'secreto' de un-solo-uso para más seguridad. Los usuarios también tienen la opción de establecer el nodo en modo sólo lectura para distribuir un 'secreto' modificado generado por el cliente de BitTorrent Sync. 
No hay límite en cuanto a la cantidad de datos que puede ser sincronizada, aunque los clientes deben disponer de suficiente espacio para poder sincronizar los archivos.

## Compatibilidad
Las actuales versiones BitTorrent Sync están disponibles para los siguientes sistemas operativos:
- Microsoft Windows (XP SP3 o posterior)
- Mac OS X (10.6 o posterior)
- Linux (Paquetes disponibles para sistemas derivados de Debian)[14][15][16]
- FreeBSD
- Dispositivos NAS[17]
- Android
- iOS
- Windows Phone[18]